# Maria Zvereva
Pour les articles homonymes, voir Zvereva.
Maria Izoldovna Zvereva (Мария Изольдовна Зверева), néé le 6 décembre 1950 à Moscou, est une scénariste russe, active depuis les années 1970.

## Biographie
Fille de l'écrivain Ilia Zverev, Maria Zvereva naît à Moscou. En 1973, elle sort diplômée, avec mention très bien, de la faculté des scénaristes de VGIK (atelier du professeur Iossif Manevitch), pendant ses années d'études, elle s'est activement engagée dans le travail du Komsomol.
Elle fait ses débuts en tant que scénariste en 1973 dans le court-métrage réalisé par Valentin Gorlov, Où qu'on le voit, où qu'on l'entend d'après l'histoire de Viktor Dragounski. Par la suite, presque tous les scénarios de Zvereva sont basés sur des œuvres littéraires - en particulier sur celles de Konstantin Fedine, Tatiana Tess, Victor Goliavkine, Roman Solntsev.
Membre de la Guilde des scénaristes de Russie.
Membre de l'Union des directeurs de la photographie de Russie, où elle a occupé divers postes administratifs. Elle a été membre du jury du Festival de Cannes 1995.
Maria Zvereva fut vice-présidente de la Confédération de l'Union des directeurs de la photographie, réunissant les cinéastes de la CEI; Vice-président de la Société russe des titulaires de droits d'auteur dans le domaine audiovisuel (ROSPAS). En 1997, elle a été élue membre de l'Académie européenne du film.
Depuis 2002, elle est vice-président et directeur de programme du Festival international du film de Khanty-Mansiïsk Esprit de feu.

## Filmographie
- 1980 : Svet v okne (TV) de Ayan Shakhmaliyeva
- 1980 : Lyalka-Ruslan i ego drug Sanka (TV)
- 1983 : Skorost
- 1987 : Zapomnite menya takoy (TV)
- 1988 : Zashchitnik Sedov
- 1988 : Varastatud kohtumine
- 1991 : Vana mees tahab koju
- 2003 : Zhenskaya logika 2 (TV)
- 2004 : Only You (feuilleton TV)
- 2004 : Zhenskaya logika 3 (TV)